# Wytheville
Wytheville település az Amerikai Egyesült Államok Virginia államában, Wythe megyében, melynek megyeszékhelye is. Lakosainak száma 8265 fő (2020. április 1.).

## Népesség
A település népességének változása:
| Lakosok száma | 8211 | 7921 | 8265 |
|               | 2010 | 2019 | 2020 |